# Мирне (Дніпро)

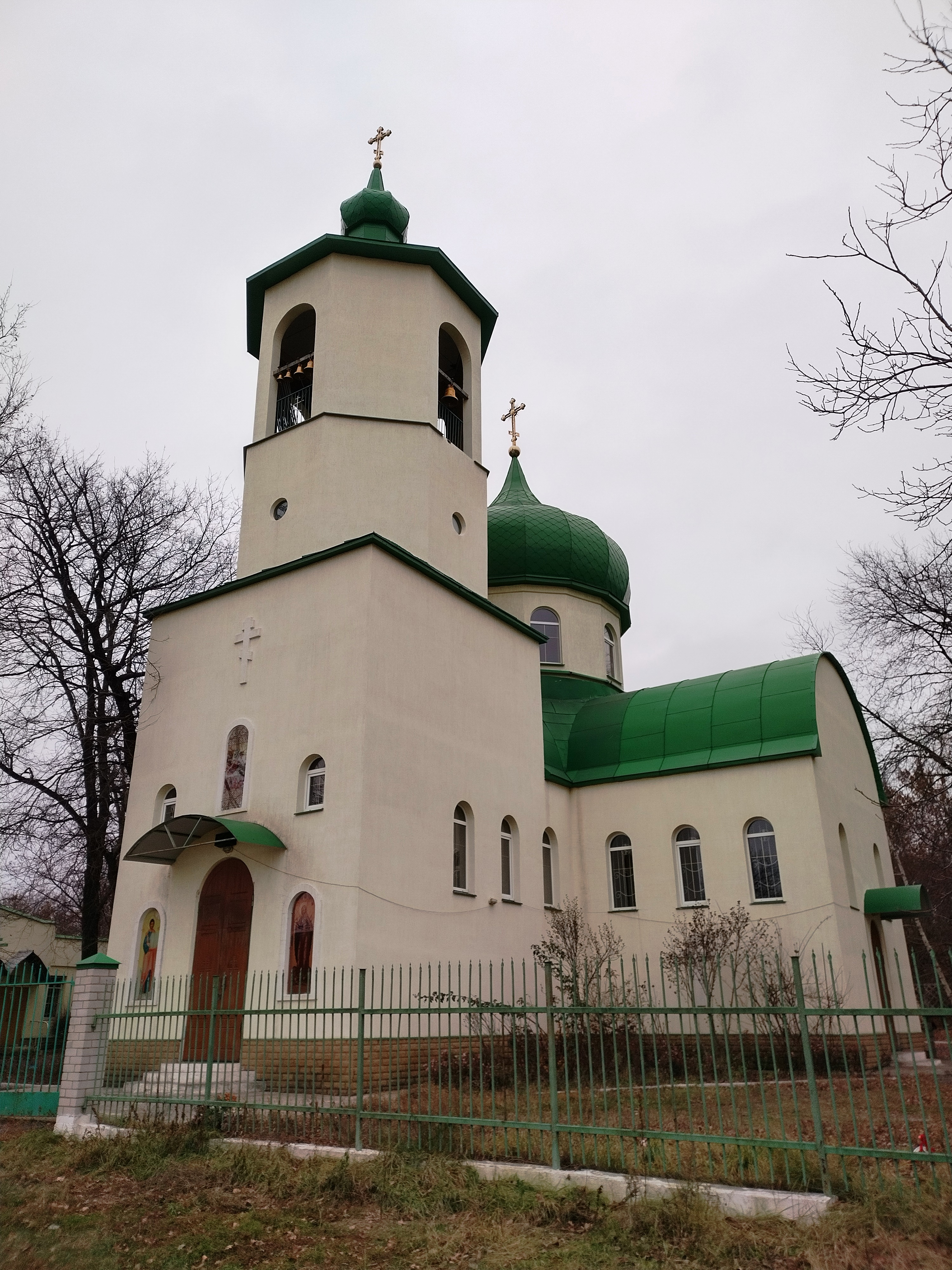
Свято-Іллінський храм

Мирне — найпівденніший район міста Дніпра у Шевченківському адміністративному районі західніше кінця проспекту Богдана Хмельницького, розташований у IV (південній) промзоні. Межує з селом Дорогим та 12-м кварталом.                                                                                                                                                                                                       Населення на 2013-й рік - 11,476 осіб.

## Будівництво
Розвиток селища ще почався з 1940-х років. 
Найбільший розвиток зазнали 1950-ті роки бо, у зв'язку з будівництвом у кінці Дніпропетровської вулиці (сучасний проспект Богдана Хмельницького) заводу Пресів і Шинного — забудовували нове велике малоповерхове селище Мирне. 
Забудова велася планомірно, рівними певними кварталами. 
Мирне розрізняють за маршрутами 32 і 33 автобусів.
Головні вулиці — вулиця Антіна Синявського , вулиця Весніна, вулиця Бурденка та вулиця Россі.

## Екологія
Мирне розташоване навколо багатьох заводів: завод шпалер «Вініл», завод Хімічних виробів, завод Пресів, Шинного заводу та багато інших. Стоки Шинного заводу скидаються до річки Бельба, що бере початок у промзоні.
На селищі розташовано 2 посадки і 1 балка, усі знаходяться у найжахливішому стані. На їхніх територіях міститься багато хімічних, металевих та харчових відходів. Що робить її дуже токсичною для життя людей біля неї.
18 серпня 2017 року масштабна пожежа — горіли склади вторсировини. Вогонь перекинувся і на територію підприємства з переробки макулатури, охопив сотні квадратних метрів. Згоріли тони паперу, пластику та сміття.

## Промисловість
Промисловість на селищі невелика.
Мирне належить до IV (південної) промзони. 
1 зона - зона вторсировини та хімічних виробів. На ній найчастіше можна зустріти склади.
2 зона - зона: 
- Оптової та роздрібної торгівлі; ремонту автотранспортних засобів і мотоциклів.
- Переробної промисловості.
- Заводів по виробництву хімічних та металевих виробів.

- Точок Інтернет-магазинів.

- Офісів добувної промисловості.

На селищі дуже розвинене сільське господарство. Ведення городів та тваринництва для мешканців буденна справа.
Рослинництво посідає перше місце з усього сільського господарства. За результатами опитування збудовані діаграми.                                                                                                                                                                              

### Приблизні діаграми за результатами опитування

## Структури
- 1946 рік: Були побудовані трамвайні шляхи (12 Трамвай)
- 1955-ті роки: Були побудовані залізничні шляхи та "станція Мирне" на межі з селищем.
- 1965-ті роки: Початок роботи 33 і 51 (нині 32) автобусів.

- 1966 рік: Дошкільний навчальний заклад №254 (ясла-садок) комбінованого типу розпочав свою роботу.[2]
- 1969 рік: Червоногвардійський районний виконавчий комітет м.Дніпропетровська ухвалив рішення №121 ввести до ладу школу-новобудову №40, загальноосвітню, розраховану на 960 місць, з 1 вересня 1969 року.[3]
- 1972 рік: Була побудована пошта. Яка у 1990-ті роки стала власністю "Укрпошти".

- 1975-ті роки: Була побудована поліклініка для дорослих і дітей, яка знаходилась за одною адресою. У 2008 році була перебудована на "Амбулаторію загальної практики сімейної медицини №6" (об'єднали будівлі).
- 1995-ті роки: Утворений харчовий ринок.
- 2009-ті роки: Відбудова церкви.
- 2010 рік: Будування супермаркету АТБ.
- 2015 рік: Побудований перший Аптечний пункт.

## Транспорт
Початкові зупинки: 20, 32, 33, 127 автобусів. 12 трамвай. 8, 9 та 11 тролейбуси. Зупинки: 223, 226, 218 - приміського автобуса та зупинка 136 - міського автобуса.